# Gloridonus gemella
Gloridonus gemella är en insektsart som beskrevs av Ball 1910. Gloridonus gemella ingår i släktet Gloridonus och familjen dvärgstritar. Inga underarter finns listade i Catalogue of Life.